# Khaliajuri
Khaliajuri (en bengali : খালিয়াজুড়ি) est une upazila du Bangladesh dans le district de Netrokona. En 1991, on y dénombrait 75 801 habitants.